# Calamus hoplites
Calamus hoplites là loài thực vật có hoa thuộc họ Arecaceae. Loài này được Dunn mô tả khoa học đầu tiên năm 1908.